# Herrelöst verk
Herrelöst verk (även känt som föräldralöst verk, efter engelskan orphan work) är ett litterärt, konstnärligt och liknande verk (i upphovsrättslagens mening) som omfattas av upphovsrätt, men där upphovsmannen eller rättighetsinnehavaren ("föräldern" eller "herren" till verket) är okänd eller svår att fastställa.

## Funktion
Den som vill mångfaldiga och sprida ett sådant verk, måste enligt upphovsrättslagen ha tillstånd från rättighetsinnehavaren, men denna är okänd och går därför inte att kontakta. Härigenom uppstår det paradoxala förhållandet att nyare verk, där rättighetsinnehavaren är känd, och riktigt gamla verk där upphovsrätten med säkerhet har löpt ut, blir lättare att lagligt mångfaldiga och sprida än de däremellan liggande herrelösa verken.
Denna paradox har från början funnits inbyggd i upphovsrättslagen. Däremot har den först uppmärksammats med den moderna digitaltekniken och internet, som har gjort det tekniskt och ekonomiskt intressant att återpublicera (digitalisera) äldre verk av mindre kända upphovsmän.
I några länder har tanken framförts att införa en tvångslicens för herrelösa verk. Kanada har redan lagstiftat om detta. I USA har United States Copyright Office genomfört en undersökning, och man publicerade i februari 2006 en rapport om problemet. Europeiska kommissionen har också påbörjat en undersökning.

## Herrelösa verk i Sverige
Sedan 2014 har svenska arkiv, bibliotek och museer vissa möjligheter att digitalisera och tillgängliggöra herrelösa verk.